# أنتوني جاكي تانغ
أنتوني جاكي تانغ هو لاعب كرة مضرب صيني، ولد في 26 نوفمبر 1998 في هونغ كونغ في الصين.

## وصلات خارجية
- أنتوني جاكي تانغ على موقع رابطة محترفي التنس (الإنجليزية)
- أنتوني جاكي تانغ على موقع الاتحاد الدولي لكرة المضرب (الإنجليزية)
- أنتوني جاكي تانغ على موقع كأس ديفيز (الإنجليزية)
- أنتوني جاكي تانغ على موقع خلاصة التنس.كوم (الإنجليزية)
- أنتوني جاكي تانغ على موقع إي إس بي إن.كوم (الإنجليزية)